# مارینفلیس
مارینفلیس (به آلمانی: Marienfließ) یک شهر در آلمان است که در پریگنیتس واقع شده‌است. مارینفلیس ۸۵۳ نفر جمعیت دارد.